# おおば比呂司
おおば比呂司（おおば ひろし、1921年12月17日 - 1988年8月18日）は、日本の漫画家、デザイナー。北海道札幌市出身。本名は、大場博司。
漫画集団に所属し、イラストレーションの手法を取り入れたユニークな一コマ漫画で知られた。デザイナーとしての評価も高く、商業デザインの分野でも活躍した漫画家の草分けでもあった。また、テレビタレントとしても活動した。

## 来歴

### 生い立ち
蕎麦屋を営む大場清男・サン夫妻の次男として生まれ、幼少期から漫画・イラストの才能を発揮。札幌市第二高等小学校（現・柏中学校）卒業後印刷会社や看板描き、草履店での丁稚奉公を経て、1942年12月・21歳の時に徴兵で陸軍航空隊に入隊し整備士となる。なお従軍時の体験が、後の飛行機デッサン創作に活かされる事となる。

### 終戦後
終戦後は札幌飛行場内の逓信省航空局に就職するもGHQによる航空禁止令を受けて短期で辞職、北海道新聞社に入社しトラック運転手を勤め、その後札幌市内のアメリカ進駐軍病院の看板描きに採用されポスターやカードの制作に携わるも収入が不安定なこともあり1948年に北海道新聞の配送業務に戻る。
1949年に図案課へ異動、主に挿絵を担当し、また勤務のかたわら漫画・図案を描く。卓抜したアイディアと一晩で最大50枚を描いた速描きぶりから「輪転機」といわれるほどの実力を見せ、社業の傍らで画家集団「方究会」やデザイナー集団「青年美術協会」の設立に携わり、個展・グループ展や服飾専門学校の臨時講師も行った。1955年には講師として訪れた服飾専門学校の生徒だった和田百合子と結婚。1950年代には週刊漫画誌ブームに乗じて文藝春秋「漫画読本」などに漫画を投稿し出張に絡めて上京を繰り返す。

### プロ漫画家時代
北海道新聞社を退社し1958年に独立して東京に移り、漫画家としての活動を本格化させる。漫画雑誌などに原稿を執筆し、コンテを用いふんわりとした曲線で描かれた独創的で温かみのあるタッチで人気を博した。数多くの企業デザインも手掛け、特に飛行機好きが高じて全日空の時刻表表紙も担当し、テレビ番組で早描きを披露し飾らない人柄もあり人気者となった。
1972年から12年間北海道庁広報誌『ほっかいどう』の表紙のイラストを手掛けており、読売新聞・報知新聞などにもイラストを掲載していたこともある。石ノ森章太郎は著書『マンガ家入門』（1965年）の中で、日本における一コマ漫画（カートゥーン）の名手として、おおばの名前を挙げている。
1973年にはさっぽろ東急百貨店に日本初の漫画画廊を開業、1981年には東京で初めての個展を開催。1982年には美術大学に入学した長男のヨーロッパ留学に合わせ一家でアムステルダムに移住し、オランダの暮らしぶりをイラストエッセイ「おおば比呂司のおらんだサンデー通信」として北海道新聞に連載する一方ヨーロッパ各地へのスケッチ旅行も実施、1983年には現地で水彩画の個展を開いた。1986年4月に帰国。1987年4月からは麗沢大学でマンガ文化論の講義も受け持った。
1988年8月18日、脳梗塞のため66歳で急逝。十勝海洋博覧会でのイベントへの出席が最後の公の場となった。1989年に長男で画家・旅行作家の大場伸之の編集による画集『おおば比呂司の世界』が刊行された。三回忌を迎えた1990年には、漫画家仲間や趣味の飛行機を通じた友人であった斎藤茂太（精神科医・エッセイスト）らの尽力により、東京都練馬区の自宅を改装して「おおば比呂司記念館」が開館した。その後札幌市資料館に「おおば比呂司記念室」が併設されており、作品や再現されたアトリエを見学できる。記念室を管理・運営するNPO法人「Fit北海道会議」は、アイヌの少年を主人公とした未発表絵本『セクッペの下駄』といった遺作の刊行も手掛けている。

## 人物・エピソード
- 商業デザイナーとしては、全国各地の食品メーカーの商品のパッケージデザインや題字揮毫を数多く手がけた（商業デザインの項参照）。40年以上のロングセラーとなっているものも多く、おおばのデザインは現在も日本中の人々に親しまれている。彼自身も食通として知られ、「味のある旅」などのグルメエッセイがある。
- 作品のほのぼのとしたイメージの通り、本人も常に笑顔を絶やさない穏やかな人柄で知られた。だがそれだけにストレスも多く、結果的に自身の寿命を縮めることになったのではないか、と知人の一人は指摘している[10]。
- 「充電」という言葉は本来の定義の他に、芸術家などが次の活動のため、一定期間休養して鋭気を養うという意味でも使われるが、その用法を世間に定着させたのはおおばである。おおばは1982年から家族で数年間ヨーロッパで生活したが、その間は「充電」と称して漫画家としての定期的な活動は必要最小限のものに留めていた。おおばのヨーロッパ移住以来、同業者や他のジャンルのクリエイターなども「充電」という名目で一定期間休養することが増えるようになったことから、一般社会でも徐々にその意味での用法が広まっていったという[10]。
- 手塚治虫とは上京時期が近かったこともあり、若い頃から親交があった。両者ともやなせたかしや前川かずおらの呼びかけで始まった「漫画家の絵本の会」に参加し、毎年開催される展覧会で作品を発表していた[13]。1988年8月におおばが急死した際、闘病中であった手塚も葬儀にかけつけたが、参列者からは痩せ衰えた手塚の健康を気遣う声も数多く聞かれたという。手塚が他界したのは、おおばの死の約半年後の1989年2月のことであった[14]。

## 商業デザイン
- 巖手屋の南部せんべい - 題字揮毫と広告イラスト[15]
- 鐘崎の笹かまぼこ - 題字揮毫とパッケージイラスト
- ホテイフーズ「やきとり缶詰」 - 題字揮毫とキャラクターイラスト[16]

おおば本人がテレビコマーシャルにも出演した。
- 美十 「おたべ」- 題字揮毫と広告イラスト[18]
- 中浦本舗「どじょう掬いまんじゅう」 - パッケージ画[19]。
- めいらく - 商品パッケージのキャラクター[20]

同社（スジャータブランド）のカレンダーのイラストも手掛ける。
- わかさいも本舗「わかさいも」 - 外箱パッケージと、北海道の観光地図を模した包装紙。
- おむすびころりん本舗「おむすびころりん野沢菜茶漬」「同わさび茶漬」など - 包装紙のイラストと文章。
- 沼袋親交会（東京都中野区） -  商店街のイメージシンボル「三葉の「蛙」」[21]
- 全日本空輸の時刻表・機内誌「翼の王国」イラスト[8][22]
- 美濃吉 ファミリーレストラン「イエロープレーン」ロゴマーク[23][24]
- 福山醸造「トモエ田舎みそ」 - おおば自身が創業家との遠戚関係があり社長の二代目福山甚三郎宅に下宿していたこともあり、1976年から使用[25]。
- 蛯天（札幌市） - シンボルキャラクター[26]

## 出演番組
- 11PM（日本テレビ） - 初期レギュラー。小島功らと交代で、即興漫画を製作[27]
- サウンドイン・ほっかいどう（北海道文化放送） - 司会[28]
- トークロータリー 話題のチャンネル（毎日放送） - 解答者
- ウルトラアイ（NHK総合テレビ） - パネリスト

## 出演CM
- グリル付きスチームオーブン『ククレット』（日立製作所、1978年）

## その他・関連項目
- F-104

旧・日本陸軍航空隊OBであるおおばは、1964年、航空自衛隊第2航空団配属の機体に搭乗し操縦。航空自衛隊機を操縦した初の民間人となる 。
- 定山渓温泉

定山渓温泉西4丁目の定山渓二見公園に所在する「かっぱ大王像」のデザインは、おおば比呂司によるもの（1969年）。
1965年（昭和40年）に始まったかっぱ祭りの主体となるものをと、おおば比呂司のアイディアとデザインにより作成された。

## 著書
- アラビアンナイト名作ものがたり（文：石黒修、たかし・よいち 学習研究社 1964年 (母と子の世界名作絵物語全集 第10巻)）
- 漫画で学ぶ一流セールスマンへの道（文：重野倉雄 編：日本ソノサービスセンター産業教育研究所 日本ソノサービスセンター 1967年）
- ヨーロッパ漫画旅行:キャビアとビフテキと（久里洋二との共著 大光社 1967年）
- にっぽんのヒコー記（朝日新聞社 1971年）
- 飛行機ひこうき（主婦と生活社 1971年 (世界ののりもの)）
- 味のある旅（東京堂出版 1973年、のち旺文社文庫にて『味のある旅 : 味覚道中記』に改題し文庫化）
- 地球はまあるい：スケッチのある旅（東京堂出版 1974年）
- 割ばしの旅（東京堂出版 1976年）
- サルと井戸の月（佼成出版社 1977年 (アンゴラえほん4～5歳)）
- 私の航空博物館 : コントレール(飛行雲)を追って（東京堂出版 1980年）
- パンケーキのおはなし（作：岸田衿子 作 ひかりのくに 1979年）
- 津軽海峡・ゆきつもどりつ（山と渓谷社 1980年 (たまにひとりでシリーズ)）
- サケの旅（フレーベル館 1980年 (フレーベル館のかんさつシリーズ) のち新版）
- さるとおじぞうさま （文：稗田宰子 フレーベル館 1981年 (キンダーメルヘン傑作選)）
- 鮭よ、もどってこい：鮭の産卵場をつくった人・青砥武平次（作：近藤弘 岩崎書店 1982年 (絵本ノンフィクション)）
- おおば比呂司のまぁ、聞いてください：わが中年学ノート（PHP研究所 1982年）
- おおば比呂司の味覚停車（東京堂出版 1982年）
- 翼の画集（講談社 1982年）
- ヴァン・ゴッホの蜃気楼 : 絵筆の旅（講談社 1984年）
- 和蘭（オランダ）からの色エンピツ（旺文社 1984 (旺文社文庫)）
- アルルのゴッホ : 絵筆の旅（講談社 1985年）
- 運河の色も七色八色：和蘭生活ノート（旺文社 1985年 (旺文社文庫)）
- 風に吹かれてヨーロッパ（講談社 1986年）
- 寅さんの「ゴルフのコツ」：初心者のためのゴルフイラスト読本（著：中村寅吉 構成：矢作正治 廣済堂出版 1987年 (アサヒゴルフライブラリー)）
- 味のある旅ヨーロッパ（東京堂出版 1988年）
- 遠い空から：メルヘンの旅画集（講談社 1988年）
- おおば比呂司のおらんだ繪本（著：大場伸之 1993年 飯沼書店）
- 清酒力士とおおば比呂司のイラスト集（2014年 釜屋）